# Chandna
El Chandna o Chandana és un riu de Bangladesh derivació del Padma. Neix a Dahuka prop de Pannsha al districte de Rajhbari. Corre primer 30 km fins a Kalukali i després 20 més fins a desaiguar al Barasia a Arkandi i agafa el nom de Chandana-Arkandi o Chandana-Barasia. Antigament estava connectat al Gorai i al Kumar.